# Conference League North 2014-2015
La Conference League North 2014-2015 è stata l'11ª edizione della seconda serie della National League. Rappresenta, insiema alla Conference League South, il sesto livello del calcio inglese ed il secondo del sistema "non-league". 

## Squadre partecipanti
| Squadra              | Città              | Stagione precedente                                            |
| -------------------- | ------------------ | -------------------------------------------------------------- |
| AFC Fylde            | Medlar-with-Wesham | 3º posto in Northern Premier League Premier Division, promosso |
| Barrow               | Barrow-in-Furness  | 11º posto in Conference League North                           |
| Boston United        | Boston             | 6º posto in Conference League North                            |
| Brackley Town        | Brackley           | 7º posto in Conference League North                            |
| Bradford Park Avenue | Bradford           | 10º posto in Conference League North                           |
| Chorley              | Chorley            | 1º posto in Northern Premier League Premier Division, promosso |
| Colwyn Bay           | Colwyn Bay         | 12º posto in Conference League North                           |
| Gainsborough Trinity | Gainsborough       | 16º posto in Conference League North                           |
| Gloucester City      | Gloucester         | 17º posto in Conference League North                           |
| Guiseley             | Guiseley           | 5º posto in Conference League North                            |
| Harrogate Town       | Harrogate          | 9º posto in Conference League North                            |
| Hednesford Town      | Hednesford         | 4º posto in Conference League North                            |
| Hyde                 | Hyde               | 24º posto in Conference Premier, retrocesso                    |
| Leamington           | Leamington Spa     | 13º posto in Conference League North                           |
| Lowestoft Town       | Lowestoft          | 4º posto in Isthmian League Premier Division, promosso         |
| North Ferriby United | North Ferriby      | 2º posto in Conference League North                            |
| Oxford City          | Marston (Oxford)   | 20º posto in Conference League North                           |
| Stalybridge Celtic   | Stalybridge        | 19º posto in Conference League North                           |
| Solihull Moors       | Solihull           | 8º posto in Conference League North                            |
| Stockport County     | Stockport          | 14º posto in Conference League North                           |
| Tamworth             | Tamworth           | 23º posto in Conference Premier, retrocesso                    |
| Worcester City       | Worceter           | 15º posto in Conference League North                           |

## Classifica finale
|  | Pos. | Squadra              | Pt | G  | V  | N  | P  | GF | GS  | DR  |
|  | ---- | -------------------- | -- | -- | -- | -- | -- | -- | --- | --- |
|  | 1    | Barrow               | 87 | 42 | 26 | 9  | 7  | 81 | 43  | +38 |
|  | 2    | Fylde                | 85 | 42 | 25 | 10 | 7  | 93 | 43  | +50 |
|  | 3    | Boston Utd           | 72 | 42 | 20 | 12 | 10 | 75 | 51  | +24 |
|  | 4    | Chorley              | 71 | 42 | 20 | 11 | 11 | 76 | 55  | +21 |
|  | 5    | Guiseley             | 70 | 42 | 20 | 10 | 12 | 68 | 49  | +19 |
|  | 6    | Oxford City          | 69 | 42 | 20 | 9  | 13 | 81 | 67  | +14 |
|  | 7    | Tamworth             | 69 | 42 | 19 | 12 | 11 | 66 | 57  | +10 |
|  | 8    | Hednesford Town      | 61 | 42 | 17 | 10 | 15 | 63 | 50  | +13 |
|  | 9    | Worcester City       | 60 | 42 | 16 | 12 | 14 | 54 | 54  | 0   |
|  | 10   | North Ferriby Utd    | 58 | 42 | 14 | 16 | 12 | 65 | 63  | +2  |
|  | 11   | Stockport County     | 57 | 42 | 16 | 9  | 17 | 56 | 59  | -3  |
|  | 12   | Solihull Moors       | 55 | 42 | 16 | 7  | 19 | 68 | 63  | -5  |
|  | 13   | Bradford PA          | 53 | 42 | 14 | 11 | 17 | 52 | 66  | -14 |
|  | 14   | Gloucester City      | 52 | 42 | 14 | 10 | 18 | 63 | 75  | -12 |
|  | 15   | Harrogate Town       | 50 | 42 | 14 | 10 | 18 | 50 | 62  | -12 |
|  | 16   | Lowestoft Town       | 52 | 42 | 12 | 15 | 15 | 54 | 66  | -12 |
|  | 17   | Gainsborough Trinity | 50 | 42 | 14 | 8  | 20 | 59 | 67  | -8  |
|  | 18   | Brackley Town        | 47 | 42 | 13 | 8  | 21 | 39 | 62  | -23 |
|  | 19   | Stalybridge Celtic   | 45 | 42 | 12 | 9  | 21 | 54 | 70  | -16 |
|  | 20   | Colwyn Bay           | 45 | 42 | 11 | 12 | 19 | 59 | 82  | -23 |
|  | 21   | Leamington           | 40 | 42 | 10 | 10 | 22 | 59 | 74  | -15 |
|  | 22   | Hyde                 | 21 | 42 | 3  | 12 | 27 | 49 | 106 | -57 |

Legenda:
      Promosso in National League 2015-2016.
  Ammesso ai play-off.
      Retrocesso in Northern Premier League Premier Division 2015-2016.
      Retrocesso in Southern Football League Premier Division 2015-2016.
Regolamento:
Tre punti a vittoria, uno a pareggio, zero a sconfitta.
In caso di arrivo di due o più squadre a pari punti, la graduatoria viene stilata secondo i seguenti criteri:
- differenza reti
- maggior numero di gol segnati

Note:

Colwyn Bay retrocesso in Northern Premier League Premier Division per peggior differenza reti rispetto all'ex aequo Stalybridge Celtic.

## Spareggi

### Play-off

#### Tabellone
|  | Semifinali | Semifinali        | Semifinali | Semifinali | Semifinali |  |  | Finale | Finale   | Finale |  |
|  |            |                   |            |            |            |  |  |        |          |        |  |
|  | 5          | Guiseley          | 1          | 2          | 3          |  |  |        |          |        |  |
|  | 2          | AFC Fylde         | 0          | 1          | 1          |  |  | 5      | Guiseley | 3      |  |
|  | 4          | Chorley (5-4 dcr) | 0          | 2          | 2          |  |  | 4      | Chorley  | 2      |  |
|  | 3          | Boston Utd        | 0          | 2          | 2          |  |  |        |          |        |  |